# Río Perquín
El río Perquín es un curso natural de agua que nace en las estribaciones de la cordillera de los Andes de la Región del Maule, corre casi paralelamente a la ribera norte del río Maule y desemboca en la ribera izquierda del río Claro de Talca, poco antes que este desfogue en el río principal de la cuenca del río Maule.

## Caudal y régimen
Es de poco caudal.

## Historia
Francisco Solano Asta-Buruaga y Cienfuegos escribió en 1899 en su obra póstuma Diccionario Geográfico de la República de Chile sobre el río, que llama Perquincó:
Perquincó.-—Riachuelo del departamento de Talca con nacimiento en las faldas de los Andes hacia el E. de su ciudad capital. Corre más ó menos en dirección al O. por los fundos de Perquin, Santa María, Caiván, Parrón, Caserío del Culenar, cuyos nombres toma al pasar por ellos, y va morir en la izquierda del Río Claro de Talca por la inmediación al N. de Colín. Es de largo curso y ordinariamente de poco caudal. Se forma el nombre de co, agua, y de perquiñ, penacho, plumaje.
Luis Risopatrón lo describe en su Diccionario Jeográfico de Chile (1924):: 659 
Perquín (Río). Nace en los cerros del fundo Cerro Colorado, corre al W paralelamente al curso medio del río Maule, con poco caudal ordinariamente i después de recibir los nombres de las diversas localidades que baña, es cruzado por el ferrocarril central, a corta distancia al S de la ciudad de Talca; afluye a la májen E del curso inferior del río Claro.
Risopatrón advierte que es llamado a veces Perquincó o Santa María.